# 포산 고등학교
포산고등학교는 미국 텍사스주 포산에 위치한 공립 고등학교로 UIL에 의해 2A 학교로 분류되며, 하워드 카운티 남서부에 위치한 포산 독립 교육구의 일부이다. 2015년에 이 학교는 텍사스 교육청으로부터 " Met Standard " 등급을 받았다.

## 체육
포산 버팔로는 크로스컨트리, 미식축구, 농구, 파워리프팅, 골프, 테니스, 육상, 소프트볼 등 많은 스포츠에 참가한다. 

### 주 챔피언 타이틀
- 소년 크로스 컨트리 
  - 2012(1A)
- 여자 골프 
  - 1972(B)
- 소프트볼
  - 2009(1A), 2010(1A)

## 밴드
- UIL 마칭 밴드 주 챔피언: Jim Rhodes와 Misty Moellendorf 
  - 2007(1A)

포산 버팔로 밴드는 2009년에 2위, 2011년에는 6위를 차지했다.